# Episodi di Shotgun Slade (prima stagione)
La prima stagione della serie televisiva Shotgun Slade è andata in onda negli Stati Uniti dal 24 ottobre 1959 al 1960 in syndication.
In Italia questa stagione è stata trasmessa su Telecapri News. Il primo episodio (con il titolo Alla ricerca del treno) è andato in onda martedì 3 novembre 2009 alle 20:35, per poi proseguire con la prima parte degli episodi (ep. 2-13) dal 23 novembre 2009 al 18 gennaio 2010 ogni lunedì alle 20:35 sempre sullo stesso canale, mentre la seconda parte (ep. 14-39) dal 5 luglio al 15 novembre dello stesso anno ogni lunedì sempre alle 20:35 e sempre sullo stesso canale, ma rimangono inediti alcuni episodi.
| nº | Titolo originale       | Titolo italiano              | Prima TV USA     | Prima TV Italia   |
| -- | ---------------------- | ---------------------------- | ---------------- | ----------------- |
| 1  | The Missing Train      | Alla ricerca del treno       | 24 ottobre 1959  | 3 novembre 2009   |
| 2  | The Salted Mine        | Miniere per la salatura      | 26 ottobre 1959  | 23 novembre 2009  |
| 3  | Mesa of Missing Men    | Trova gli uomini scomparsi!  | 1959             | 30 novembre 2009  |
| 4  | Too Smart to Live      |                              | 1959             | inedito           |
| 5  | Barbed Wire Keep Out   | Attenzione ai fili spinati   | 1959             | 7 dicembre 2009   |
| 6  | Gunnar Yensen          | Gunnar Yensen                | 1959             | 14 dicembre 2009  |
| 7  | Freight Line           | Spedisci le linee            | 14 novembre 1959 | 21 dicembre 2009  |
| 8  | Marked Money           |                              | 16 novembre 1959 | inedito           |
| 9  | The Stalkers           | Gli stalker non sono ammessi | 1959             | 28 dicembre 2009  |
| 10 | Bob Ford               | Chi è Bob Ford?              | 1959             | 4 gennaio 2010    |
| 11 | Treasure Trap          |                              | 1959             | inedito           |
| 12 | Omar the Sign Maker    | Firmatore di segni           | 1959             | 11 gennaio 2010   |
| 13 | The Safe Crackers      | Le crepe sicure              | 1959             | 18 gennaio 2010   |
| 14 | Major Trouble          | Grandi problemi              | 4 gennaio 1960   | 5 luglio 2010     |
| 15 | Barbed Wire            | Il ritorno dei fili spinati  | 9 gennaio 1960   | 12 luglio 2010    |
| 16 | The Blue Dog           | Un cane blu per lui          | 1960             | 19 luglio 2010    |
| 17 | The Deadfall           | Cadute fatali                | 1960             | 26 luglio 2010    |
| 18 | The Lady and the Piano | Vuoi suonare il piano?       | 1960             | 2 agosto 2010     |
| 19 | A Plate of Death       | Piatto... da morire          | 1960             | 9 agosto 2010     |
| 20 | Street of Terror       | Terrore in strada            | 1960             | 16 agosto 2010    |
| 21 | The Pool Shark         | Squali, piscine e morte      | 1960             | 23 agosto 2010    |
| 22 | The Marriage Circle    | Cerchio per il matrimonio    | 1960             | 30 agosto 2010    |
| 23 | The Deadly Key         | Chiavi                       | 8 marzo 1960     | 6 settembre 2010  |
| 24 | The Swindle            | Truffe                       | 8 marzo 1960     | 13 settembre 2010 |
| 25 | Donna Juanita          |                              | 21 marzo 1960    | inedito           |
| 26 | The Spanish Box        |                              | 1960             | inedito           |
| 27 | The Golden Tunnel      | Tunnel d'oro                 | 22 aprile 1960   | 20 settembre 2010 |
| 28 | A Flower for Jenny     |                              | 29 aprile 1960   | inedito           |
| 29 | The Fabulous Fiddle    |                              | 6 maggio 1960    | inedito           |
| 30 | Crossed Guns           | Pistole che si incrociano    | 13 maggio 1960   | 27 settembre 2010 |
| 31 | Sudden Death           | Mortalità decisiva           | 20 maggio 1960   | 4 ottobre 2010    |
| 32 | Ring of Death          |                              | 1960             | inedito           |
| 33 | Backtrack              | Fare marcia indietro         | 28 maggio 1960   | 11 ottobre 2010   |
| 34 | King of Death          | Il re della morte            | 3 giugno 1960    | 18 ottobre 2010   |
| 35 | Killer's Brand         |                              | 4 giugno 1960    | inedito           |
| 36 | A Flower on Boot Hill  |                              | 11 giugno 1960   | inedito           |
| 37 | Charcoal Bullet        | Il proiettile di carbone     | 1º luglio 1960   | 25 ottobre 2010   |
| 38 | Lost Gold              | Trovare e perdere l'oro      | 5 luglio 1960    | 8 novembre 2010   |
| 39 | The Smell of Money     | Soldi ovunque                | 1960             | 15 novembre 2010  |

## The Missing Train
- Prima televisiva: 24 ottobre 1959

### Trama
- Guest star: Frank Watkins (Joe Longo), John Durren (Gene), Dick Bernie (Bev Larrabie), Elmore Vincent (barista), Peter Whitney (Ab), Allison Hayes (Franci Longo), Hugh Sanders (Mr. Franklin), Tex Ritter (Marshal)

## The Salted Mine
- Prima televisiva: 26 ottobre 1959

### Trama
- Guest star: Otto Waldis (analizzatore), Bob Tetrick (Big Joe Thompson), Chick Hannan (cocchiere), Fred Graham (sceriffo), Ernie Kovacs (Hack Hackberry), Marie Windsor (Alice S. Batson), Jean Allison (Ellen Oliver), Frank Ferguson (Mike Oliver), Ted Mapes (barista)

## Mesa of Missing Men
- Prima televisiva: 1959

### Trama
- Guest star: Bek Nelson (Kathy), Jacqueline Holt (Ethel Bascomb), Brad Weston (Wiley), Jon Lormer (Bascomb), Marc Lawrence (Gideon Finch), Chick Hannan (Posse Rider / Outlaw)

## Too Smart to Live
- Prima televisiva: 1959

### Trama
- Guest star: Quintin Sondergaard (Joe Cassidy), John Zaremba (Mr. Baker), Jimmie Booth (membro posse), Sandy Koufax (Ben Cassidy), Nancy Hale (Amy Jordan), Malcolm Atterbury (Marshal Jake Pardee), Frank Killmond (Dan Houston), Michael Hall (Tony Jordan), Craig Duncan (Whiskey Bill Riley), Jack Tornek (membro posse)

## Barbed Wire Keep Out
- Prima televisiva: 1959

### Trama
- Guest star: John Banner (Corneilus), Brad Johnson (Kirby), Chick Hannan (Rider), Gregg Stewart (Ed Reeves), Roy Barcroft (Tom Preston), Joyce Taylor (Val Preston), John Eldredge (Walt Reeves), Jack Tornek (Rider)

## Gunnar Yensen
- Prima televisiva: 1959

### Trama
- Guest star: Don 'Red' Barry (Weasel), Mari Blanchard (Hannrahan), Will J. White (scagnozzo), Lane Bradford (Latigo - scagnozzo), William Schallert (Gunnar Yensen), Scotty Morrow (Danny)

## Freight Line
- Prima televisiva: 14 novembre 1959

### Trama
- Guest star: George Eldredge (Mr. Barton), Alan Aric (Pooch Bennett), Martin Smith (Frank), Eddie Givertz (barista), Jane Nigh (Mrs. Cole), Chris Alcaide (Galt Peterson), Gregg Palmer (Dolph Peterson), Glenn Hughes (cittadino che da indicazioni)

## Marked Money
- Prima televisiva: 16 novembre 1959

### Trama
- Guest star: John Holland (Sam Morgan), Charles Wagenheim (Whitney), John Hart (Deputy Frank), Nanita Greene (Saloon Girl), Carol Ohmart, Joan Taylor, Read Morgan (Deputy), Ken Mayer (sceriffo), Chick Hannan (frequentatore bar)

## The Stalkers
- Prima televisiva: 1959

### Trama
- Guest star: George Taylor (Shoemaker), Lester Dorr (Harry Smithson), Johnny Cash (sceriffo), Lucille Vance (signora anziana), Whitney Blake (Eva Vale / Susan Bell), Laurie Carroll (June Murdock), Robert Burton (Conger), Mickey Simpson (George Murdock), James Goodwin (Jimmy Dalton), Sam Flint (dottore)

## Bob Ford
- Prima televisiva: 1959

### Trama
- Guest star: Chick Hannan (membro posse), Marx Hartman (Crowder - Gang Member), Jeffrey Sayre (conducente del treno), Jimmy Noel (frequentatore bar / Bartender), Charles Aidman (Bob Ford), Gregory Walcott (Lawson), Britt Lomond (Gant), Barbara English (Ruby), Tom Monroe (sceriffo), Larry J. Blake (passeggero del treno), Phil Schumacher (passeggero del treno)

## Treasure Trap
- Prima televisiva: 1959

### Trama
- Guest star: Loren Tindall (sceriffo Sam McGruder), Nan Leslie (Judy Travers), Tol Avery (Mr. Bates - The Banker), George Selk (dottore)

## Omar the Sign Maker
- Prima televisiva: 1959

### Trama
- Guest star: Gregory H. 'Pappy' Boyington (Randolph), House Peters Jr. (Van Land), William Tannen (Steady Morgan), Jackie Blanchard (Cass Starbuck), Andy Clyde (Omar James), Kathleen Case (Millie), Jack Lester (Harris)

## The Safe Crackers
- Prima televisiva: 1959

### Trama
- Guest star: Michael Bachus, Fred Kruger, Paula Raymond, Richard Deacon, Charles Maxwell, Jimmy Wakely (Marshal), Ralph Dumke, Bob Tetrick, Nora Marlowe, Phil Schumacher (spettatore dello scontro)

## Major Trouble
- Prima televisiva: 4 gennaio 1960

### Trama
- Guest star: William Fawcett (Homer Glass), Howard Petrie (maggiore Kennedy), Chick Hannan (cittadino), Paul Hahn (Ben), Monica Lewis (Monica Bristol), Ed Kemmer (sceriffo Tom Houston), Jacqueline Ravell (Sage Kennedy), Jack Tornek (cittadino)

## Barbed Wire
- Prima televisiva: 9 gennaio 1960

### Trama
- Guest star:

## The Blue Dog
- Prima televisiva: 1960

### Trama
- Guest star: Jack Reitzen (Mecurio), Ann Daniels (Saloon Girl), Frank Sully (Sam), Abigail Shelton (Claire Whitney), Walter Burke (Gulter), Tyler McVey (sceriffo), Lewis Martin (sindaco Whitney), Harry Carey Jr. (Deputy McCafrey), Margarita Cordova (Senorita Moralez), Augie Gomez (Blue Dog Bartender)

## The Deadfall
- Prima televisiva: 1960

### Trama
- Guest star: Jason Johnson (Mr. Cummings), John Goddard (Monk), Thom Carney (Jake), Lee Sands (Danny Dale), Jean Ingram (Judy Egan), Walter Coy (Lou Canner), Olive Carey (Mrs. Egan), John McKee (sceriffo Haskins)

## The Lady and the Piano
- Prima televisiva: 1960

### Trama
- Guest star: Rusty Lane (dottore), Patrick McVey (sceriffo), John Bryant (Saloon Owner), Vitina Marcus, Charles Seel (Smudge), Joan Staley

## A Plate of Death
- Prima televisiva: 1960

### Trama
- Guest star: Paul Weber, Joel Ashley, Barbara Lawrence, George Wallace, Wendell Holmes, Ina Victor, John L. Cason

## Street of Terror
- Prima televisiva: 1960

### Trama
- Guest star: Ronnie Burns (Collins), Susan Cummings, Wilton Graff (Johns), Raymond Hatton (Tanner), Lisa Davis, Kelly Thordsen (Garth), Chick Hannan (frequentatore bar)

## The Pool Shark
- Prima televisiva: 1960

### Trama
- Guest star: Del Moore (Dooley), Don Kennedy, Earle Hodgins, May Wynn, George Chandler, Frank Warren

## The Marriage Circle
- Prima televisiva: 1960

### Trama
- Guest star: Nolan Leary, Robert Stevenson, Coleen Gray, James Kirkwood Jr., Ted de Corsia, Chet Stratton, Chick Hannan (frequentatore bar)

## The Deadly Key
- Prima televisiva: 8 marzo 1960

### Trama
- Guest star: Vito Scotti (Bernard Rejon), Mort Mills (Ben Wesley), Frank Gruber (Deputy), Glenn Dixon (Norton Hale), Ann Robinson (Miss Baxter), Kermit Maynard (sceriffo)

## The Swindle
- Prima televisiva: 8 marzo 1960

### Trama
- Guest star: Charlie Briggs

## Donna Juanita
- Prima televisiva: 21 marzo 1960

### Trama
- Guest star: Gregg Palmer (Marshal), Ray Montgomery (Ed Raff), Howard Caine (Pablo), William A. Forester (Clint - Store Clerk), Donna Martell (Donna Juanita Capistrono), Carlos Romero (Mario Guiagoes), Don Orlando (messicano Killed at Beginning)

## The Spanish Box
- Prima televisiva: 1960

### Trama
- Guest star: Maurice Wells (Norris), George Kennedy (Tex), Phil Schumacher (frequentatore bar), Chet Brandenburg (conducente della diligenza), Donald Murphy (Hal Bates), Mari Aldon (Marge), Michael Hinn (sceriffo Fred Hadley), Byron Morrow (Conroy), Harry Wilson (frequentatore bar)

## The Golden Tunnel
- Prima televisiva: 22 aprile 1960

### Trama
- Guest star: Neil Grant (Ed Kruger), James Bell (Will Davis), Richard Bull (dottore), Harry Harvey (Jim the Sherrif), Dean Harris (Jim Palmer), Tina Carver (Lita), Mary Webster (Cora Davis), Chick Hannan (cittadino)

## A Flower for Jenny
- Prima televisiva: 29 aprile 1960

### Trama
- Guest star: Charles Davis (Carl Breckenridge), Peter Adams (Ward Kruger), Monica Lewis (Monica Bristol), Steve Darrell (Marshal), Dianne Foster (Jenny Dupree), Robert McQueeney (Eddie Howard), George Sowards (frequentatore bar)

## The Fabulous Fiddle
- Prima televisiva: 6 maggio 1960

### Trama
- Guest star: Bern Hoffman (Atlas the Great), Natalie Daryll (Grizella), Paul Picerni (Quinn), Henry Brandon (Trigg Bronson), Ludwig Stössel (professore Maximillian), Lili Kardell (Frieda), Roscoe Ates (Lou Nugget)

## Crossed Guns
- Prima televisiva: 13 maggio 1960

### Trama
- Guest star: Sue Ane Langdon (Lydia Prescott), Barry Atwater (Mort Phillips), Larry Thor (Joshua Tanner), Rick Turner (Billy Rigg), Francis X. Bushman (Eckhart)

## Sudden Death
- Prima televisiva: 20 maggio 1960

### Trama
- Guest star: Victor Sen Yung (Willy Sing - Tong Man), Alan Dexter (Wilson), Beverly Tyler (Peaches), Leah Waggner (Grace Timmons), Jeanne Cooper (Sally Claymore), Robert Bray (Henry Timmons), Russ Morgan (Jones)

## Ring of Death
- Prima televisiva: 1960

### Trama
- Guest star: H. M. Wynant (Len Stirling), Bethel Leslie (Kate Heinie), Richard Hale (Pike Stirling), Denver Pyle (Marshal Berry), Richard Crane (Joe Keith)

## Backtrack
- Prima televisiva: 28 maggio 1960

### Trama
- Guest star: Wesley Lau (Jeb), Connie Hines (Katy Conroy), Tom Gilson (Monty Conroy), Warren J. Kemmerling (Trumbo), King Donovan (Jason Baxter), Lou Nova (Jackson Springs Bartender)

## King of Death
- Prima televisiva: 3 giugno 1960

### Trama
- Guest star: Bethel Leslie

## Killer's Brand
- Prima televisiva: 4 giugno 1960

### Trama
- Guest star: Brad Weston (Billy), George Mitchell (Jock, Cody Foreman), Stafford Repp (Marshal), Robert Anderson (Steve Willis), Dean Fredericks (Vance), Ruta Lee (Lilly Cody), Orville Sherman (Harry Potter)

## A Flower on Boot Hill
- Prima televisiva: 11 giugno 1960

### Trama
- Guest star: Kathie Browne (Susan Bennett), Shirley Ballard (Kate Shelby), Frank Richards (Convict), Sandra Rogers (Mrs. Bennett), William Roerick (dottor John Brighton), Paul Langton (Convict), Sherman Sanders (Sam)

## Charcoal Bullet
- Prima televisiva: 1º luglio 1960

### Trama
- Guest star: Frank Ferguson (sceriffo), Ned Glass (Eli Gates), Mickey Finn (barista), George Keymas (Hack Lawrence), Robert F. Simon (Bob Batson), Jacqueline Holt (Peggy Calahan), Michael Fox (dottor Miller)

## Lost Gold
- Prima televisiva: 5 luglio 1960

### Trama
- Guest star: Carleton Young (detective Ward), Ted de Corsia (Ben Douglas), Francis McDonald (Bonanza Jake), Stacy Keach Sr. (Hartley), Alan Hale Jr. (sceriffo Sloan), Bing Russell (Deputy U.S. Marshal Benton)

## The Smell of Money
- Prima televisiva: 1960

### Trama
- Guest star: Jan Harrison (Delilah Carr), Robert H. Harris (Samuel Matson, Banker), Stuart Randall (sceriffo Walters), John Stephenson (Charlie Cummings), Billy Varga (Snag)